# Sea Dart
«Си Дарт» (англ. Sea Dart, ['si: dɑ:rt], с англ. — «Морской дротик») — британский зенитный ракетный комплекс зональной ПВО. Разработан фирмой Hawker Siddeley Dynamics совместно с рядом подрядчиков и производится BAe Dynamics (с 2001 года входит в состав концерна MBDA) с 1967 года.

## Разработка
Разрабатывался для замены зенитного ракетного комплекса Sea Slug. Концептуальная проработка начата фирмой Armstrong Whitworth в 1961 году. В 1963 году разработка передана компании Hawker Siddeley Dynamics, в которой она проходила под обозначением проект CF.299 (англ. project CF.299). Летные испытания начаты в 1965 году, а в 1967 выдан заказ на серийное производство ракет. Всего, программа разработки «Си Дарт» обошлась британской казне приблизительно в 470 млн у.е. в долларовом эквиваленте по курсу 1979 г.

## Эксплуатация
Эксплуатация начата в 1973 году на единственном британском эсминце типа 82 — «Бристоль», на котором была установлена одна поворотная балочная пусковая установка с двумя направляющими и боекомплектом 22 ракеты. Зенитными ракетами Sea Dart вооружались эсминцы проекта «Type 42» (1×2 ПУ, 20-22 ракеты), включая два корабля, проданных Аргентине. ЗРК входил в состав вооружения авианосцев типа «Инвинсибл» (1×2 ПУ, 36 ракет). После модернизации в 1998—2000 годах ЗРК с авианосцев были демонтированы для увеличения полётной палубы и освобождения подпалубного пространства. После ряда модернизаций планируется, что комплексы простоят на вооружении ВМС Великобритании до 2020 года, когда эсминцы типа 42 должны быть замещены эсминцами типа 45 с ЗУР Sea Viper.

## Задействованные структуры
В разработке и производстве ракетных комплексов и сопутствующего оборудования были задействованы следующие структуры:
- Ракетный комплекс в целом, сборка — Hawker Siddeley Dynamics;
- Ракетная пусковая установка Mk 30 Mod 0/Mod 2, автоматическое заряжающее устройство — Vickers Engineering;
- Твердотопливный ракетный ускоритель — Imperial Chemical Industries Imperial Metal Industries;
- Прямоточный воздушно-реактивный двигатель Odin — Rolls-Royce Bristol Engine Division[англ.];
- Радиолокационные средства обнаружения целей — Marconi Radar Systems;
- Система наведения — Marconi Space and Weapons Systems;
- Система управления полётом, автопилот — Sperry Corporation;
- Бесконтактный датчик цели и взрыватель — Electric & Musical Industries.

## Конструкция

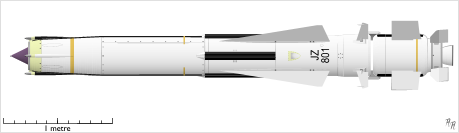
Ракета комплекса «Си Дарт».

Зенитная ракета «Sea Dart» внешне очень напоминает уменьшенную версию американской RIM-8 Talos, что обусловлено сходными конструктивными решениями. Она выполнена по двухступенчатой схеме; стартовая ступень, осуществляющая разгон ракеты до маршевой скорости, оснащена твердотопливным двигателем и неподвижными стабилизаторами с «Х» образным расположением консолей. Маршевая ступень выполнена по нормальной аэродинамической схеме и оснащена прямоточным воздушно-реактивным двигателем Odin, разработанным фирмой Bristol Siddeley Engines (в 1966 году фирма продана Rolls-Royce Limited). Корпус двигателя интегрирован в корпус ракеты, воздухозаборник с центральным телом находятся в носовой части. Маршевая скорость ракеты — 2,5 М.
Запаса топлива ракеты хватает на 75 км чисто аэродинамического полета, и на 150 км по частично-баллистической траектории (только в модификации Mod 2). За счет применения прямоточного двигателя, ракета поддерживает тягу на протяжении всей траектории — в отличие от быстро выгорающих ракет с твердотопливными двигателями — и сохраняет высокую маневренность. Управление в полете осуществляется при помощи хвостовых рулей на маршевой ступени.
Боевая часть ракеты исходно была стержневой, но в начале 1980-х была заменена на осколочно-фугасную с инфракрасным детонатором. Вес боевой части составляет 11 кг.
Наведение «Sea Dart» выполняется при помощи полуактивной интерферометрической головки самонаведения. Четыре штыревые антенны (две пары) в передней части ракеты принимают отраженный от цели сигнал радара Тип 909, смонтированного на корабле-носителе; если ракета не направлена точно на цель, то сигналы, принимаемые антеннами в каждой паре рассогласовываются, и автопилот передает соответствующие команды рулям. Если же сигналы поступают согласованно, это соответствует положению цели прямо перед ракетой. Ракетный комплекс «Sea Dart» обычно включает два радара Тип 909, что позволяет одновременно атаковать две цели.
Для запуска «Sea Dart» используется двухбалочная пусковая установка, перезаряжаемая из подпалубного магазина. Ёмкость магазина составляет 18 ракет на эсминцах типа 82 и 22 ракеты на эсминцах типа 42; при этом ещё некоторое количество ракет может храниться в разобранном виде и нуждается в сборке перед подачей в магазин. Скорострельность комплекса составляет около одного двухракетного залпа за 30 секунд.

## На вооружении

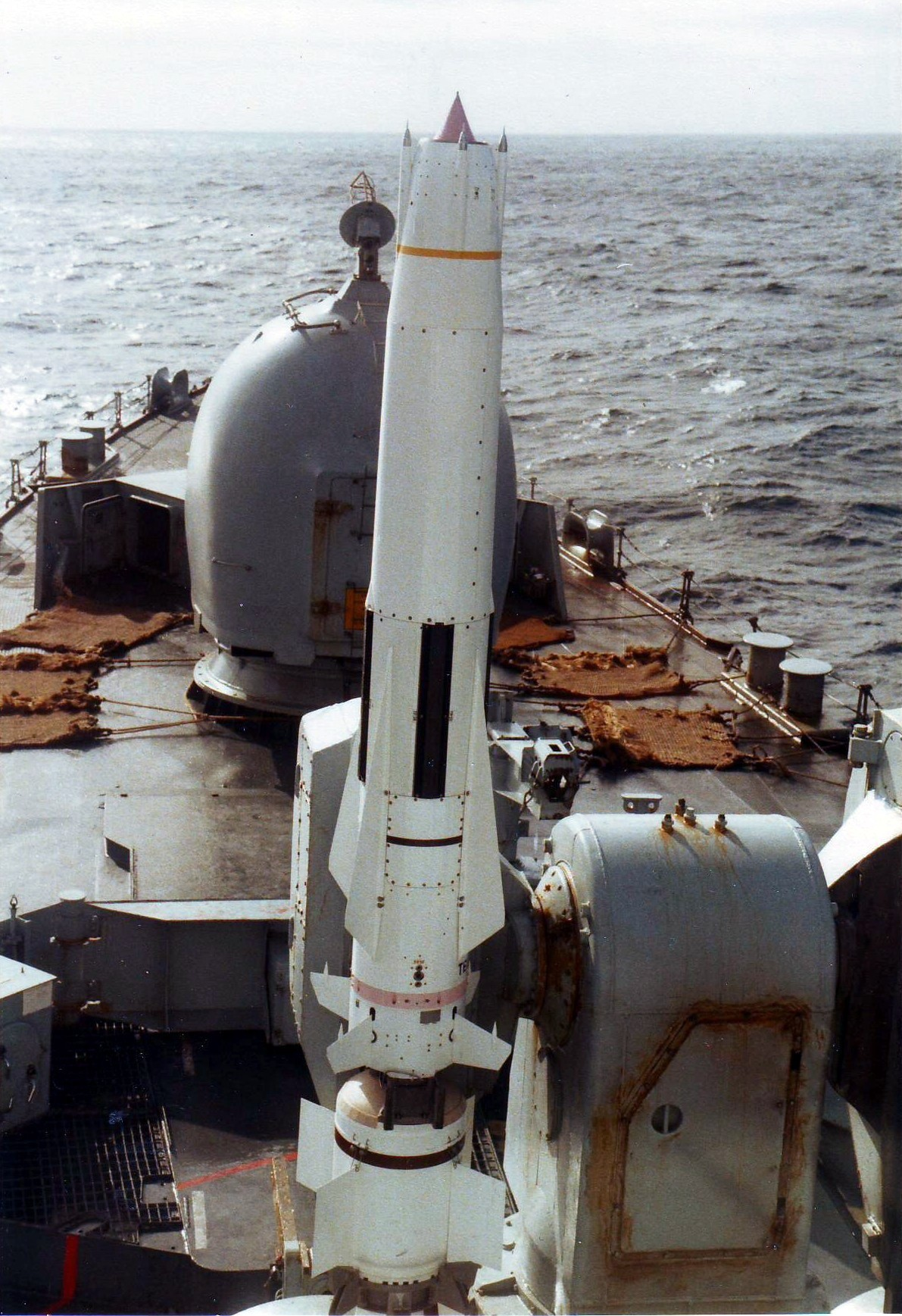
Ракета комплекса «Си Дарт».

По состоянию на 2010 год состоит на вооружении эсминцев типа «42», в составе зенитного ракетного комплекса GWS 30 (англ. Guided Weapon System), в британских и аргентинских ВМС.
Состояли на вооружении списанных британских эсминцах типа «82» («Бристоль») и авианосцев типа «Инвинсибл».

## Модификации
- Mod 0 — базовая версия 1960-х, применявшаяся в ходе Фолклендского Конфликта. Дальность не более 75 км.
- Mod 1 — улучшенная версия, созданная по итогам Фолклендского Конфликта в 1983—1986. ГСН ракеты была модифицирована с целью улучшения возможностей по поражению низколетящих целей.
- Mod 2 — версия, созданная в 1989—1991 как часть программы ADIMP (Air Defence IMProvement — Улучшение противовоздушной обороны). Полностью заменена на более компактную электроника; ракета была оснащена инерциальным программируемым автопилотом с каналом связи с носителем. Ракета приобрела возможности, близкие к американской SM-2; теперь большую часть пути «Sea Dart» летел на автопилоте, а полуактивное самонаведение включалось только вблизи цели. За счет этой модификации:

— Улучшилась огневая производительность — пусковые установки могли работать в максимальном темпе, запуская ракеты на автопилоте в направлении целей. Радар Тип 909 задействовался лишь на несколько секунд, когда очередная ракета приближалась к очередной цели.
— Удвоился радиус действия — автопилот позволял запускать ракеты по более энергетически выгодной траектории и поражать цели на дистанции до 150 км.
— Повысилась устойчивость к средствам РЭБ — так как радар Тип 909 теперь не сопровождал цель непрерывно а включался лишь на несколько секунд, системы РЭБ цели не успевали определить режим его работы и поставить направленные помехи.
- Guardian — планировавшаяся в 1980-х наземная версия «Sea Dart», запускающаяся из контейнерной пусковой установки. Не принята на вооружение. Также рассматривалась возможность создания противоракеты на базе «Sea Dart», оснащенной компактной ядерной боевой частью и предназначенной для уничтожения баллистических ракет противника.

## Боевое применение

### Фолклендская Война
На момент начала Фолклендского Конфликта, ракеты «Си Дарт» составляли основу дальней противовоздушной обороны британских соединений. Комплекс сыграл существенную роль; его наличие вынуждало аргентинскую авиацию отказаться от атак на больших высотах (где аргентинские сверхзвуковые самолеты имели бы преимущество над дозвуковыми британскими «Харриерами») и осуществлять только низковысотные атаки. Аргентинцы, имевшие данный комплекс в составе вооружения собственных кораблей, были хорошо знакомы с его возможностями и не желали рисковать.
Всего за время конфликта при помощи этого комплекса было сбито семь аргентинских летательных аппаратов, и один британский был поражен «дружественным огнём»:
- 9 мая 1982 года, эсминец «Ковентри» сбил ракетой аргентинский вертолет «Aerospatale Puma»
- 25 мая 1982 года, аргентинский штурмовик A-4C «Скайхок» был сбит ракетой все того же «Ковентри» к северу от Пеббль-Айленд; спустя некоторое время ещё один самолет такого типа был сбит тем же эсминцем.
- 26 мая 1982 года, эсминец «Ковентри» был потоплен аргентинской авиацией, атаковавшей его на малых высотах. Одна ракета «Sea Dart» была неприцельно выпущена в попытке отпугнуть аргентинцев.
- В тот же день, авианосец «Инвинсибл» выпустил шесть ракет «Sea Dart» менее чем за две минуты против аргентинских ПКР «Экзосет», атаковавших контейнеровоз «MV Атлантик Конвейор»; все британские ракеты промахнулись и контейнеровоз был выведен из строя.
- 30 мая 1982 года, эсминец «Эксетер» успешно атаковал ракетами и сбил два аргентинских A-4 «Скайхок». Аргентинские самолеты двигались на высоте менее 15 метров над водой, что теоретически, было ниже минимального эффективного потолка «Си Дарта», однако не помешало их перехвату.
- 6 июня 1982 года, «Эксетер» атаковал ракетами два летящих на большой высоте аргентинских наблюдательных самолета «Learjet 35A», и сбил один на 12000 метров.
- В тот же день, эсминец «Кардифф» выпустил две ракеты по цели, ошибочно принятой им за аргентинский транспортный самолет; это оказался британский вертолет «Aerospatale Gazelle»
- 13 июня 1982 года, аргентинский бомбардировщик «Канберра», возвращающийся после бомбардировки британских позиций, был сбит ракетой с эсминца «Кардифф» на высоте 12000 метров.

В итоге, всего 26 ракет «Си Дарт» было выпущено; 18 эсминцами Тип 42, 6 авианосцем «Инвинсибл» и 2 ракетным крейсером/эсминцем «Бристоль». Из пяти ракет, выпущенных по летящим на большой высоте целям, успешно сработали пять — однако из девятнадцати ракет, запущенных против низколетящих целей, только две добились сбития (ещё две ракеты были выпущены неприцельно).

### Война в Персидском Заливе
Во время войны в Персидском Заливе, в феврале 1991 года, ракетой «Sea Dart» был осуществлен первый подтвержденный перехват в боевой обстановке неприятельской противокорабельной ракеты. Ракета SY-1 «Силкворм» была запущена с береговой пусковой установки по линкору USS Missouri (BB-63), обстреливавшему иракские войска на побережье. Сопровождавший линкор британский эсминец «Глостер» обстрелял ракету через 90 секунд после запуска, выпустив «Sea Dart» в хвост летящей ПКР и сбив её в воздухе.

## Тактико-технические характеристики
| ТТХ                                                        | Sea Dart                                            |
| Год принятия на вооружение                                 | 1973                                                |
| Длина с ускорителем, м                                     | 4,4                                                 |
| Размах рулей, м                                            | 0,915                                               |
| Диаметр, м                                                 | 0,42                                                |
| Масса                                                      | 545 кг (1200 фунтов)                                |
| Скорость полета, число М                                   | 2,5-3                                               |
| дальность пуска, км                                        | 75                                                  |
| высота поражаемых целей * минимальная, м * максимальная, м | 30 18 300                                           |
| Двигатель                                                  | стартовый РДТТ маршевый ПВРД                        |
| Боевая часть                                               | осколочно-фугасная (23 кг/50 фунтов)                |
| Система управления                                         | полуактивная радиолокационная головка самонаведения |